# 汉密尔顿台

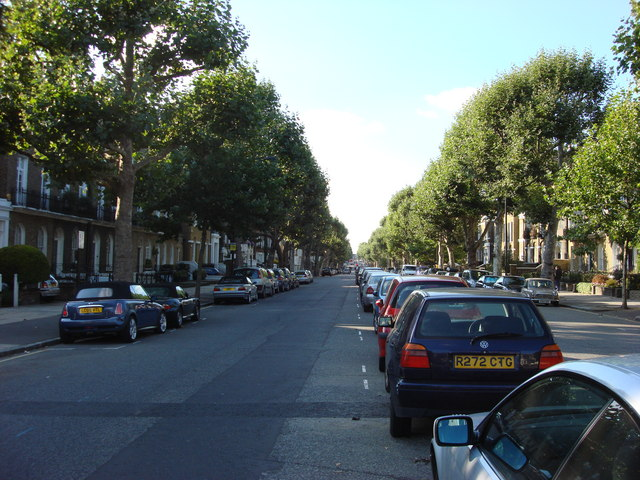

汉密尔顿台（Hamilton Terrace）是英国伦敦一条绿树成荫的宽阔的住宅大道，南北走向，北起卡尔顿山，南到圣约翰伍德路。西与麦达维尔平行。
这条街以哈罗公学校长查尔斯·汉密尔顿的名字命名。
沿街是各式各样的大型独立式和半独立式的豪宅。 登录建筑圣公会汉密尔顿台圣马可堂位于阿伯康坊（Abercorn Place）和汉密尔顿台的交汇处。

## 名人
- 40号：霍纳尔·布莱克曼, 女演员 [4]
- 70号：托马斯·哈代, 作家，《远离尘嚣》的作者[5]